# Balta (Dacota do Norte)
Balta é uma cidade localizada no estado norte-americano de Dacota do Norte, no Condado de Pierce.

## Demografia
Segundo o censo norte-americano de 2000, a sua população era de 73 habitantes.
Em 2006, foi estimada uma população de 64, um decréscimo de 9 (-12.3%).

## Geografia
De acordo com o United States Census Bureau tem uma área de
0,7 km², dos quais 0,6 km² cobertos por terra e 0,1 km² cobertos por água. Balta localiza-se a aproximadamente 473 m acima do nível do mar.

## Localidades na vizinhança
O diagrama seguinte representa as localidades num raio de 36 km ao redor de Balta.